# Крниці (Храстник)
Крниці (словен. Krnice) — поселення в общині Храстник, Засавський регіон, Словенія. Висота над рівнем моря: 456,2 м.